# VS01
Västsahara VS01 var benämningen på det svenska bidraget till MINURSO (Mission des Nations Unies pour l’Organisation d’un Référendum au Sahara Occidental). VS01 utgjordes i huvudsak av ett minröjningsförband (EOD)

## Det svenska truppbidraget
Sverige bidrog med trupp om 85 personer mellan maj och oktober 1998 samt fem stabsofficerare (april 1998–januari 1999). 